# Joseph Pistone
Joseph Dominick Pistone (n. 17 septembrie 1939, Erie, Pennsylvania, SUA) alias Donnie Brasco este un fost agent FBI care a lucrat sub acoperire timp de șase ani infiltrându-se în familia mafiotă Bonanno și într-o măsură mai mică în familia mafiotă Colombo, două din cele Cinci Familii ale Mafiei în New York City. 
Pistone a susținut că ar fi devenit membru al familiei Bonanno dacă l-ar fi ucis pe Philip Giaccone, care era caporegime, în decembrie 1981. Această lovitură a fost anulată, însă lui Pistone i s-a dat mai târziu misiunea de a-l ucide pe fiul lui Alphonse "Sonny Red" Indelicato, Anthony Indelicato. Pistone a fost făcut Agent Special al FBI-ului în 1969, cu șapte ani înainte de a intra sub acoperire. 
Pistone este un pionier al muncii sub acoperire pe termen lung. Fostul director FBI, J. Edgar Hoover, care a murit in 1972, nu dorea ca agenții  FBI să lucreze sub acoperire deoarece exista riscul ca aceștia să devină corupți. Dar munca lui Pistone a ajutat  
și a convins FBI că folosirea agenților sub acoperire (față de folosirea exclusivă a informatorilor) este o unealtă crucială în aplicarea legii.
Pentru munca sa a primit un cec de 500$ și o medalie în fața familei cu rugămintea FBI ca soția sa să aibă grijă de el, lucru relatat în filmul Donnie Brasco.